# Parque de Antoine Blondin
El parque de Antoine Blondin (en francés square Antoine-Blondin) es un parque ajardinado del XX Distrito de París.

## Descripción
Creado en 1988, el parque se extiende sobre 5400 m².
El jardín está diseñado por el arquitecto paisajista Bertrand de Tourtier.
El nombre del parque está dedicado a la memoria del escritor francés Antoine Blondin (1922-1991) .

## Situación
Tiene accesos desde la rue de Bagnolet, rue Riblette, rue des Balkans y se distribuye alrededor de diferentes edificios públicos.
Su localización aproximada está en las coordenadas: 48°51′41″N 2°24′25″E / 48.86139, 2.40694
 -  Línea 3 - Porte de Bagnolet